# Sanne Rambags

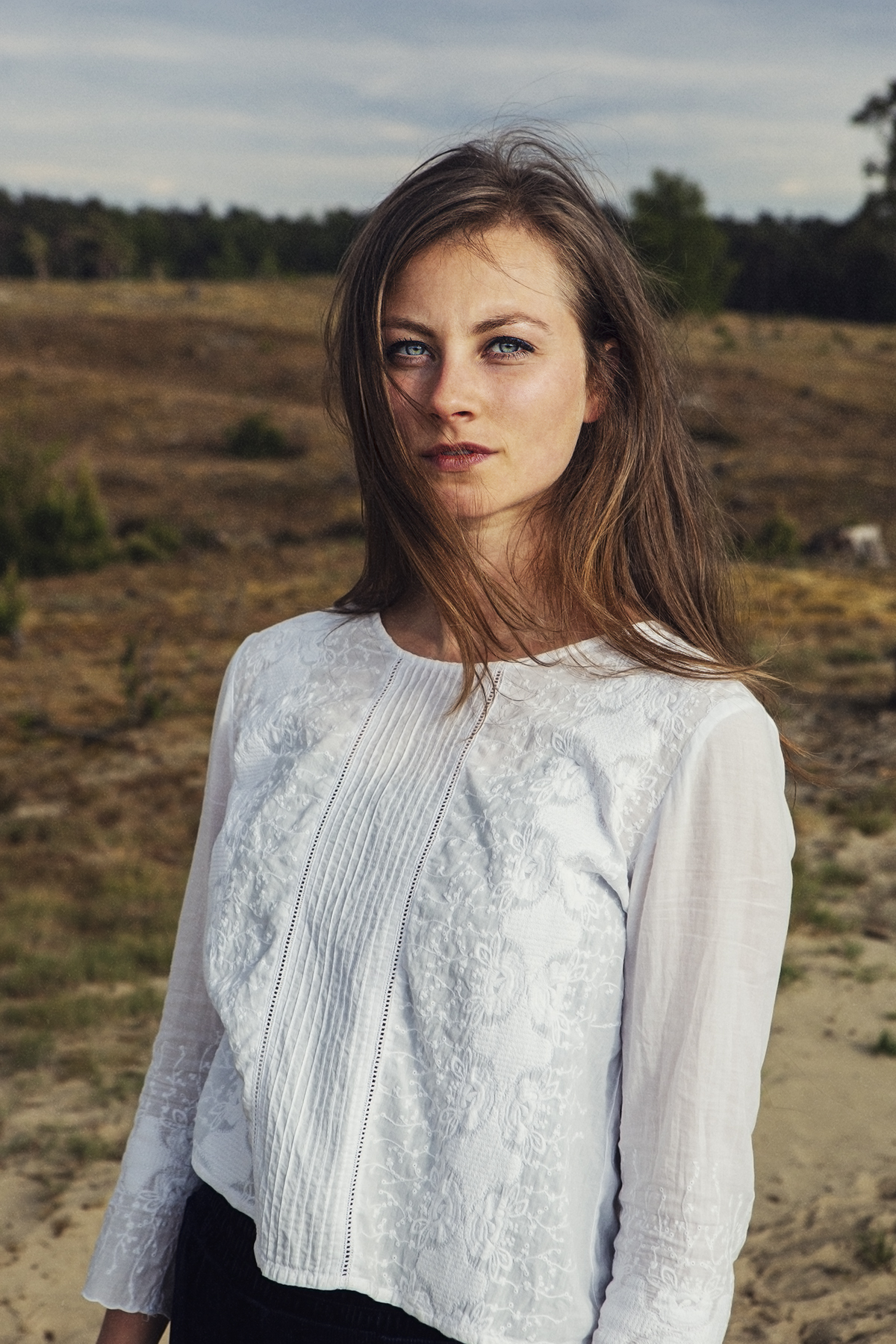
Sanne Rambags (2020)

Sanne Rambags (* 9. Oktober 1994 in Goirle) ist eine niederländische Jazz- und Improvisationsmusikerin (Gesang, auch Gitarre, Perkussion, Komposition).

## Leben und Wirken
Rambags, die aus einer musikalischen Familie stammt, wuchs von früh an mit Jazz auf. Sie studierte bis 2017 Vocal Performance im Jazzstudiengang der Fontys Hogeschool voor de Kunsten in Tilburg und setzte dann ihre Studien bei Susanne Abbuehl in Luzern fort. Von 2015 bis 2017 gehörte sie zum National Youth Jazz Orchestra of the Netherlands unter Leitung von Martin Fondse.
Mit dem Trio Under the Surface, das Rambags 2015 mit dem Schlagzeuger Joost Lijbaart und dem Gitarristen Bram Stadhouders gründete, tourte sie international und veröffentlichte zwei improvisierte Alben, nach dem gleichnamigen Studioalbum (2017) das Live-Album Trinity (2019); auf dem dritten Album Miin Triuwa interpretierte das Trio Kompositionen mit altniederländischen Texten.
Mit dem Pianisten Sjoerd van Eijck und dem Trompeter Koen Smits entstand das Trio Mudita, mit dem Rambags 2018 das Album Listen to the Sound of the Forest vorlegte; 2020 folgte das Album Nature of the Netherlands und 2022 To the West bei Berthold Records. Daneben trat sie solo auf; für ihr Soloalbum Sonna (2020) erhielt sie 2021 den Edison in der Kategorie „Jazz-Vokal National“. Mit Oddrun Lilja Jonsdottir veröffentlichte sie 2022 das Album Sister im Singer-Songwriter-Idiom.
Weiterhin arbeitete Rambags gemeinsam mit Anna Serierse und Marit van der Lei im Vokalimprovisationstrio Free the Voices und mit Kika Sprangers’ Large Ensemble. Vincent Courtois bildete ein Trio mit ihr und Julian Sartorius (Twigs, 2023). Sie sang auch im Grand Ensemble von Fuensanta Méndez.